# Cmentarz żydowski w Raszkowie
Cmentarz żydowski w Raszkowie – kirkut w Raszkowie powstał w XIX wieku. We wrześniu 1939 został zniszczony przez hitlerowców.
Lokalizację cmentarza zaznaczono między innymi na wydanej w 1934 roku, wojskowej mapie okolic Krotoszyna. W trakcie okupacji niemieckiej podczas II wojny światowej, cmentarz został zniszczony przez hitlerowców. Po wojnie stopniowo obiekt uległ dalszej dewastacji, a same granice obszaru grzebalnego stały się nieczytelne w związku niezachowaniem na cmentarzu macew. 
W 2013 roku na zlecenie Urzędu Gminy i Miasta Raszków na fragmencie działki cmentarnej o przybliżonych wymiarach 5x7 m wykonano trójstronne ogrodzenie z żerdzi. Wydzielony teren wyłożono włókniną zabezpieczającą przed wzrostem chwastów i pokryto warstwą drobnych kamieni. Na wydzielonej części cmentarza umieszczono głaz z tabliczką o treści: Cmentarz żydowski. Kirkut w Raszkowie, zniszczony przez Niemców w czasie II wojny światowej. Beit kwarot". Obok głazu posadzono również dąb pamięci. Środki na realizację pochodziły z projektu unijnego pod nazwą „Kto w drobnej rzeczy jest wierny, ten i w wielkiej będzie wierny - ocalmy od zapomnienia dziedzictwo historyczno-kulturowe naszej małej ojczyzny”.

## Położenie
Cmentarz znajduje się około 1,2 km na północ od miasta, około 300 m na północny wschód od ul. Jarocińskiej, w pobliżu drogi gruntowej do Skrzebowa i Moszczanki.